# Вейткус, Йонас
Йонас Вейткус  (лит. Jonas Vaitkus; род. 20 мая 1944 года) — советский, литовский режиссёр театра и кино, также актёр и театральный педагог; лауреат Государственной премии Литовской ССР (1987), Государственной премии СССР (1989), Национальной премии Литвы по культуре и искусству (2003).

## Биография
Йонас Вейткус родился 20 мая 1944 года в деревне Армонай. Высшее образование получил в Ленинградском государственном институте театра, музыки и кинематографии (ныне — Российский государственный институт сценических искусств), позже учился на двухгодичных курсах Государственного комитета по кинематографии в Москве.
Йонас Вейткус работал главным режиссёром Шяуляйского драматического театра (1974—1975), главным режиссёром Каунасского государственного драматического театра (1975—1978), режиссёром на Литовской киностудии (1980—1990), художественным руководителем Государственного литовского драматического театра (1990—1994), с 1981 года преподавал актёрское мастерство в Литовской академии музыки и театра; профессор (2006). С 1991 года преподавал в Эмерсон-колледже (США), Статен-театре в Норвегии, Хельсинкской государственной высшей театральной школе, Копенгагенской национальной театральной школе, Краковской театральной академии.
С 2008—2018 гг. — художественный руководитель Русского драматического театра Литвы.
С лета 2018, после скандала, был отстранен от работы со студентами Литовской академии музыки и театра.

## Театральные работы
Режиссировал свыше 90 драматических и оперных спектаклей в театрах Литвы и за рубежом.
- Каунасский государственный драматический театр
  - 1980 — «Строитель Сольнес» (Г. Ибсен)
    - «Шарунас» («Князь Дайнавский»)

  - 1982 — «Синие кони на красной траве» (М. Шатров),
  - 1983 — «Калигула» (А. Камю),
  - 1985 — «Рядовые» (А. Дударев),
  - 1986 — «Дом для престарелых» (М. Корре)

- Театр-фестиваль «Балтийский дом», Санкт-Петербург
  - 2002 — «Мастер и Маргарита» (М. Булгаков)

- Литовский национальный театр драмы, Вильнюс
  - 2013 — «Фундаменталисты» (Ю. Йокела)

- Русский драматический театр Литвы, Вильнюс
  - 2008 — «Дрозд чёрный» (Д. Харроуэр)
  - 2009 — «Горе от ума» (А. Грибоедов)
  - 2011 — «Тот, кто получает пощёчины» (Л. Андреев)
  - 2012 — «Ёлка у Ивановых» (А. Введенский)
  - 2013 — «Язычники» (А. Яблонская)
    - «Евгений Онегин» (А. Пушкин)

  - 2014 — «Король Лир» (У. Шекспир)
  - 2015 — «Семь красавиц» (Н. Гянджеви)

- Национальный академический театр русской драмы имени Леси Украинки, Киев
  - 2017 — «Враг народа» («Доктор Стокманн»; Г. Ибсен)

## Призы и награды
Кавалер Офицерского креста Ордена Великого князя Литовского Гядиминаса (2007)
Награждён Государственной премией Литовской ССР (1987), Государственной премией СССР (1989), призом «Золотое руно» в Тбилиси, призом «Св. Христофор» как лучший режиссёр года, Золотым крестом сцены и Национальной премией Литвы по культуре и искусству (2003).